# Roger Michelot
Roger André Michelot (ur. 8 czerwca 1912 w Saint-Dizier, zm. 19 marca 1993 w Tulon) – były francuski bokser, złoty medalista letnich igrzysk olimpijskich  w Berlinie w kategorii półciężkiej. W finale pokonał Richarda Vogta.